# برایتنبورگ
برایتنبورگ (به آلمانی: Breitenburg) یک شهر در آلمان است که در اشتاینبورگ (آلمان) واقع شده‌است. برایتنبورگ ۱٬۰۷۶ نفر جمعیت دارد.